# 深雪號驅逐艦
深雪（みゆき）是大日本帝國海軍的驅逐艦。吹雪型驅逐艦4號艦。

## 艦歷
- 深雪在1927年4月30日於浦賀船渠動工，1929年6月29日竣工。該艦在建造中的名稱為「第三十八號驅逐艦」，後來在1928年8月1日改名為深雪。竣工後，深雪和吹雪、白雪與初雪共同組成第11驅逐隊並編入第2艦隊第2水雷戰隊。
- 1929年2月18日，深雪在東京灣與正在往上浮的潛水艦「伊24」相撞。
- 1931年10月10日、深雪做為第二預備艦在吳工廠進行改裝，直到1932年7月8日改裝結束，同年12月1日回歸第2水雷戰隊。
- 1934年6月29日，深雪在濟州島南方海域（北緯33度00分,東経125度30分）進行演習，在濃霧中深雪與驅逐艦「電」相撞，之後艦體的後半部在相撞的4小時後沉沒，而前半部則在輕巡洋艦「那珂」試圖將其曳航回佐世保的途中沉沒，這次的事故總共造成3人死亡、2人下落不明。同年8月15日除籍。
- 戰後，福井静夫（日语：福井静夫）在其著作中對於此事件的檢討認為深雪沉沒的原因是在與電相撞後其艦上乘員進行了不適當的應急處理所造成。
- 深雪是日軍唯一未參加第二次世界大戰的特型（吹雪型）驅逐艦，同時也是日軍唯一因相撞而沉沒的驅逐艦。

## 同型艦
- 吹雪
- 白雪
- 初雪
- 叢雲
- 東雲
- 薄雲
- 白雲
- 磯波
- 浦波

## 歴代艦長

### 艤装員長
1. 加藤仁太郎 中佐：1928年12月10日 -

### 艦長
1. 加藤仁太郎 中佐：1929年6月29日 - 1930年11月20日
2. 安富芳介 中佐：1930年11月20日 - 1931年12月1日
3. 直塚八郎 中佐：1931年12月1日 - 1932年1月11日 ※第二予備艦
4. 金桝義夫 少佐：1932年1月11日 - ※第二予備艦
5. （兼）中原達平 中佐：1932年5月16日 - 1932年12月1日 ※第二予備艦
6. 大藤正直 中佐：1932年12月1日 -